# Harrison Gilbertson

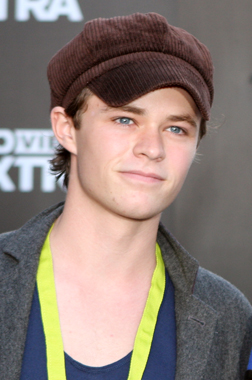
Harrison Gilbertson beim Tropfest 2012

Harrison Gilbertson (* 29. Juni 1993 in Adelaide, Australien) ist ein australischer Schauspieler.

## Leben und Karriere
Gilbertson ist der Sohn von Julie Sloan und Brian Gilbertson und wurde in Adelaide, Australien geboren. Er begann seine Schauspielkarriere im Alter von sechs Jahren, als er die Figur des Sorrow in einer lokalen Produktion von Madama Butterfly spielte. 2002 hatte er sein Filmdebüt in der Rolle des Greggy in Australian Rules.
Den Durchbruch schaffte er 2009, wo er die Hauptrolle, Billy Conway, im Film Accidents Happen spielte. Kritiker lobten seine Darstellung seine Schauspielfähigkeiten.
Sein US-Debüt war der Indie-Film What’s Wrong with Virginia, wo er an der Seite von Jennifer Connelly und Ed Harris spielte. Bei den 52. Australian Film Institute Awards gewann er in der Kategorie „Young Actor Award“ für seine Darstellung als Frank Tiffin in Beneath Hill 60.
2014 übernahm er die Rolle des Pete in Need for Speed an der Seite von Aaron Paul. In dem Thriller Haunt spielte er neben Liana Liberato und Jackie Weaver. In der Verfilmung von Engelsnacht, einem Roman von Lauren Kate, übernahm er die Rolle des Cameron Briel, an der Seite von Addison Timlin und Jeremy Irvine.

## Filmografie
- 2002: Australian Rules
- 2009: Accidents Happen
- 2009: Blessed
- 2010: Helden von Hill 60 (Beneath Hill 60)
- 2010: What’s Wrong with Virginia
- 2011: Bush Basher
- 2012: Conspiracy 365 (Fernsehserie, 12 Episoden)
- 2013: Haunt
- 2013: The Turning
- 2014: My Mistress
- 2014: Need for Speed
- 2016: Hounds of Love
- 2016: Fallen – Engelsnacht (Fallen)
- 2018: Look Away
- 2018: Picnic at Hanging Rock (Fernsehserie, 6 Episoden)
- 2018: Upgrade
- 2019: Im hohen Gras (In the Tall Grass)
- 2021: Harrow (Fernsehserie, 10 Episoden)
- 2022: Freedom’s Path
- 2022: Peripherie (The Peripheral, Fernsehserie, 4 Episoden)
- 2023: Oppenheimer

## Auszeichnungen und Nominierungen
- 2010: Australian Film Institute Awards in der Kategorie „Young Actor Award“ für den Film Beneath Hill 60.